# Перикъл Джогов
Перикъл Вангелов Джогов е виден български лекар, основател на амбулаторното лечение в Горна Джумая.

## Биография
Роден е на 15 май 1874 година в занаятчийско семейство битолското влашко село Търново, тогава в Османската империя. Завършва гимназия в Битоля и в 1894 година медицина в Атинския университет. В 1896 година приравнява дипломата си в Османската империя. Две години учи в Париж и Виена и от 1900 година работи като лекар в Горна Джумая. В 1902 година е принуден от властите да го напусне и се установява в българо-влашката паланка Крушево, но след една година се връща в Горна Джумая. В 1913 година с широка профилактична дейност спасява града от холерна епидемия.
През Първата световна война е началник на военната болница в Неврокоп и е начело на борбата с петнистия тиф в района. След войната отново работи в Горна Джумая до 1933 година, когато се пенсионира.
Умира на 28 май 1952 година.